# 皮钦
皮钦或佩钦（英语：Pishin) 是巴基斯坦俾路支省的一个城市，为皮钦县的首府。皮钦連接俾路支省首府奎达與阿富汗。